# Naroulia
Naroulia (bielorruso: Наро́ўля) o Narovlia (ruso: Наро́вля) es una ciudad subdistrital de Bielorrusia, capital del distrito homónimo en la provincia de Gómel. Dentro del distrito, es la sede administrativa del consejo rural homónimo sin formar parte del mismo.
En 2022, la ciudad tenía una población de 8374 habitantes.
Se ubica a orillas del río Prípiat, unos 25 km al sureste de Mazyr sobre la carretera P37 que lleva a Ucrania, en el límite noroccidental de la reserva radioecológica estatal de Polesia.

## Historia
Se conoce la existencia del pueblo desde 1682, cuando pertenecía a la República de las Dos Naciones. En la partición de 1793 pasó a formar parte del Imperio ruso. Su desarrollo urbano comenzó en el siglo XIX, cuando fue un feudo de la familia noble católica Horvat, que construyó aquí un notable palacio. En 1924 pasó a ser una capital distrital de la RSS de Bielorrusia, que le dio el estatus de asentamiento de tipo urbano en 1938. El pueblo había sido históricamente un importante shtetl, en el cual los judíos habían llegado a formar la casi totalidad de la población a finales del siglo XIX, pero en la primera mitad del siglo XX los bielorrusos procedentes de los pueblos de alrededor pasaron a ser mayoría.
En 1941, los invasores alemanes destruyeron casi todo el asentamiento, que fue reconstruido en las décadas posteriores por la Unión Soviética como un centro industrial. Adoptó el estatus de ciudad subdistrital en 1971. En la década de 1980 se hizo conocida por su puerto fluvial y sus playas en el río Prípiat, al que acudían numerosos turistas, muchos de ellos procedentes de Kiev. Desde 1986 se halla en una de las áreas más gravemente afectadas por el accidente de Chernóbil, hasta el punto de que la tercera parte de su población emigró en los meses posteriores al accidente.